# Facteur atrial natriurétique
Pour les articles homonymes, voir ANF, ANP, FAN, FNA et Peptide natriurétique.
Le facteur atrial natriurétique (FAN) (en anglais, Atrial Natriuretic Factor ou ANF), anciennement facteur natriurétique auriculaire (FNA), encore appelé peptide natriurétique atrial (ou ANP de l'anglais : Atrial Natriuretic Peptide ), atriopeptine, auriculine ou cardionatrine, est une hormone polypeptidique essentiellement synthétisée par l'atrium droit du cœur. Il participe à l'homéostasie du sodium, du potassium et de l'eau en agissant sur l'excrétion rénale, et possède une action vasodilatatrice.
Cette hormone est normalement produite sous l'effet de l'étirement mécanique de la paroi de l'atrium droit du cœur (par ses cardiomyocytes endocrinien) en cas d'hypertension et favorise ainsi par son action la baisse de la pression artérielle. Il participe ainsi à la fonction endocrine du cœur.

## Historique
Des granules situées dans les cellules atriales ont été identifiées, en 1979, comme intervenant dans l'équilibre hydroélectrique. l'injection d'extraits de ces granules entraîne une forte natriurèse. Ces premiers travaux mènent à l'isolation du facteur natriurétique atrial.

## Structure et régulation
Chez l'humain, son gène, appelé ANP, est situé sur le chromosome 1. La protéine est synthétisée essentiellement par les cellules de l'atrium cardiaque sous forme de proANP, clivée secondairement en NT-ProANP, inactive et ANP, forme active. Sa production est augmentée par l'endothéline et inhibée par le monoxyde d'azote. Le NT-proANP peut être secondairement clivé en plusieurs fragments, certains ayant aussi des propriétés vasodilatatrices et diurétiques. 
Sa demi-vie est beaucoup plus courte que celle de la BNP (quelques minutes) expliquant une moindre efficacité que cette dernière.
Elle est dégradée par la néprilysine.
En cas d'étirement des cellules atriales, tel qu'il est décrit lors d'une augmentation de pression dans l'oreillette, le taux sanguin de FAN est augmenté par relargage dans le sang, mais aussi par augmentation de la synthèse. Son taux est également régulé par le récepteur du glucagon-like peptide-1 (GLP1-R). L'expression du gène est aussi régulé par méthylation, modification des histones ou par micro-ARN.

## Mécanisme d'action
Le récepteur des facteurs natriurétiques A et B est un récepteur guanylate cyclase, NPR1,  qui permet de produire du GMPc à partir de GTP. Il existe d'autres récepteurs, NPR2 et NPR3, avec des rôles un peu différents, le dernier favorisant la prolifération des cardiomyocytes contrairement aux deux autres.
Elle a également une action autocrine en favorisant l'autophagie des cardiomyocytes, limitant l'hypertrophie ventriculaire gauche par l'intermédiaire de l'activation du TFEB.

## Effets physiologiques
L'effet principal du FAN est de diminuer la pression artérielle par plusieurs mécanismes. Il a un effet diurétique par l'excrétion urinaire de sodium et diminue l'expression de la rénine.
Il a d'autres effets, favorisant par exemple l'angiogenèse, avec une action anti-inflammatoire sur les vaisseaux.

### Rénaux
Le FAN augmente la natriurèse (élimination de sodium dans les urines) en diminuant la réabsorption de sodium et induit donc par suite une diminution de la rétention de l'eau, puisque l'eau va suivre passivement les mouvements de sodium et être éliminée dans l'urine. La volémie baisse et donc la pression artérielle baisse.
Il contribue aussi à diminuer la sécrétion de rénine (qui elle permet la formation d'angiotensine, une hormone vasoconstrictrice) et d'aldostérone (hormone réabsorbant le sodium dans les reins). Le système rénine-angiotensine-aldostérone est ainsi inhibé dans sa fonction vasoconstrictrice notamment. La résistance dans les vaisseaux est moindre, la pression artérielle baisse.
Ces deux mécanismes contribuent donc à abaisser la pression artérielle.

### Musculaires
Elle a une action myorelaxante sur les cellules musculaires lisses vasculaires, et induit donc une vasodilatation des vaisseaux. Le rayon des vaisseaux augmente, la résistance diminue et la pression artérielle baisse.

### Autres
Elle favorise la lipolyse. À noter que son taux sanguin est diminué chez la personne obèse.
Elle potentialise le GLP1 intervenant dans la régulation de la glycémie.

## Physiopathologie
Certaines molécules chimiques pourraient interférer avec ce facteur, dont le peroxyde d'azote inhalé, ce qui ferait du peroxyde d'azote un perturbateur endocrinien potentiel pour l'humain et qui expliquerait pour partie la toxicité de cette molécule.

## En médecine
Des variants du gène favorise la formation d'une hypertrophie ventriculaire gauche. Un autre variant augmente le risque de survenue d'une maladie cardiovasculaire par un mécanisme impliquant une dysfonction endothéliale.